# Кучина (Великопольське воєводство)
Кучина (пол. Kuczyna) — село в Польщі, у гміні Кробя Гостинського повіту Великопольського воєводства.
Населення — 323 особи (2011).
У 1975—1998 роках село належало до Лешненського воєводства.

## Демографія
Демографічна структура станом на 31 березня 2011 року:
|          | Загалом | Допрацездатний вік | Працездатний вік | Постпрацездатний вік |
| -------- | ------- | ------------------ | ---------------- | -------------------- |
| Чоловіки | 161     | 37                 | 119              | 5                    |
| Жінки    | 162     | 34                 | 96               | 32                   |
| Разом    | 323     | 71                 | 215              | 37                   |